# شهرستان علی‌آباد
شهرستان علی‌آباد کتول یکی از شهرستان‌های ایران در استان گلستان است. شهر علی‌آباد مرکز این شهرستان است. زبان مردم این شهرستان زبان طبری با گویش کتولی است. علی‌آباد کتول از نظر جغرافیایی، شرقی‌ترین منطقه طبری زبان و یکی از اصلی‌ترین بلوک‌های استرآباد قدیم محسوب می‌شود.
این شهرستان بعد از گرگان و گنبدکاووس سومین شهر بزرگ استان گلستان است ‌.
جمعیت شهرستان علی‌آباد در سال ۱۳۹۵، برابر با ۱۴۰٬۷۰۹ نفر بوده است.

## تقسیمات کشوری
- بخش مرکزی شهرستان علی‌آباد
  - دهستان کتول
  - دهستان زرین‌گل

شهر: علی آبادکتول
- بخش کمالان
  - دهستان استرآباد
  - دهستان شیرنگ

شهر: فاضل‌آباد، مزرعه، سنگدوین

## دربارهٔ شهرستان علی‌آباد کتول

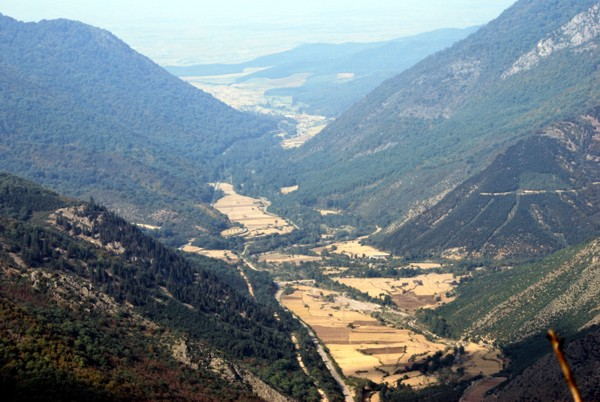
ایران- استان گلستان - شهرستان علی‌آباد کتول

این شهرستان با ۱۱۶۳ کیلومتر مربع وسعت در مرکز استان گلستان واقع است. در جنوب این شهرستان کوه‌های مرتفع و پوشیده از درخت البرز واقع است. در شرق ان نیز شهرستان رامیان قرار دارد. در شمال آن هم دشت گرگان واقع است. زبان بومیان شهرستان علی آبادکتول زبان کتولی هست که گویشی از زبان مازندرانی است.
از مناطق دیدنی. آن جنگل کبود وال و آبشار کبود وال که در جنوب این شهرستان است و پیاده هم می‌توان به آن رسید جنگل زرین گل و روستاهای آن حوالی، دهنه محمدآباد و روستاهای بالا دست و …
یکی از شهرهای آن مزرعه کتول می‌باشد که دارای خانواده‌های کُردْکتولی، مهاجر، مزرعه و … می‌باشد.
موسیقی ملی کتولی در این شهرستان از جایگاه ویژه‌ای برخوردار است به‌طوری‌که هر ساله جشنواره موسیقی کتولی در این شهرستان برگزار می‌شود و از جایگاه ویژه‌ای نزد علاقه‌مندان و مردم این منطقه برخوردار است.

## تاریخچه
با انجام عملیات بررسی و شناسایی کارشناسان سازمان میراث فرهنگی صنایع دستی و گردشگری استان گلستان تاریخ علی‌آباد کتول ۷۰۰۰ سال برآورد شده است. این تخمین بر اساس آثار شناسایی شده شامل محوطه، تپه و بناهای تاریخی است و بناهای شناسایی شده متعلق به دوران اسلامی است که شامل ۴ حمام، یک بنای مسکونی یک پل و یک آسیاب آبی است که بیشترین آثار شناسایی شده در بخش جلگه‌ای شهرستان کتول قرار دارد.
ساکنان بومی منطقه کتول اقوام طبری‌تبار کتول هستند که به زبان مازندرانی با لهجه طبری کتولی سخن می‌گویند.
رابینوی انگلیسی در کتاب مازندران و استرآباد از نظر جغرافیائی این منطقه را بدین وصف آورده است: بلوک کتول در جنوب شرقی استرآباد و در جنوب استرآباد رستاق واقع است حدود آن از کوهستان تا صحرائی است که در دست ترکمنهاست؛ و محدود است به رود کرک KARK و جلگه کمالان از شرق به نهر سرخ محله و از شمال به اراضی دوجی و از جنوب به میقان در بسطام طول آن از شرق به مغرب تقریباً ۱۰ مایل و از شمال به جنوب ۳۰ مایل است قسمت عمده آن پوشیده از جنگل است و صحرای علفزار نیز دارد (۱۲۸۵تا ۱۲۹۱ هـ. ش).
در نقل و قول‌ها و گفته‌های پیران و معمران محلی و حتی در گرگان نامه آمده است که این اسم مرکب از سه کلمه علی، آباد و کتول است. علی مخفف امیر الامراء العظام علی محمدخان کتولی سوار کتول و داروغگی طایفه دوجی و کتول بوده و آباد به معنای عمارت است. علی‌آباد کتول قبل از اینکه این نام را به خود بگیرد طبق گفته محققین محلی کمال غریب نامیده می‌شد که قبل از استقرار و اقتدار علی محمد خان کتولی دهی بوده است از دهستان کتول که حد فاصل قراء خارکلاته و جنگلده و از املاک وقفی حضرات کمال غریبی‌های گرگان بوده است. در سال ۱۲۹۴ هـ. ق علی محمد خان کتولی دو دانگ مشاع از ۵/۳ دانگ آن را بر اساس قراردادی به مدت ۲۰ سال در اختیار خویش گرفت و چندی بعد تمامی آن را به خود اختصاص داد که با در اختیارگیری املاک کمال غریبی‌ها و ایجاد اولین بناهای مسکونی توسط علی محمدخان کتولی، بزرگ مالک متنفذ این منطقه و مسئول امنیت این بخش، از جانب دولت قاجار و اطرافیان او به اقتباس از قسمت اول نام وی علی‌آباد نام گرفت. به مرور به علت سکونت خان بزرگ و هم چنین واقع شدن بر سر راه اصلی غرب به شرق استان مرکزیت یافت و نسبت به روستاهای مجاور خود توسعه بیشتری پیدا کرد بطوریکه بناهای دو خیابان اولیه این شهر در سالهای ۱۳۱۴ و ۱۳۱۶ به دستور رضا خان و سروان خلیل پرچم، رئیس بخش املاک منطقه کتول، کشیده شد که در گذر تاریخ چندین ساله خود تاکنون گسترش و وسعتی در حدود ۲/۱۲ کیلومتر مربع یافته است.
واژه کتول از دو واژه اوستایی کته (KATA) و اول (UL) تشکیل شده است. کته به معنای جا و مکان و اول به معنای شیب، دره و گودال می‌باشد. کتول به مجموعه آبادیهایی گفته می‌شود که در درون دره و کوه قرار دارند. از این واژه نخستین بار در سال۱۰۷۸ هـ. ق (۳۲۸ سال پیش) در کتاب روضه الصفا یاد شده است. هم چنین در زبان پهلوی نیز کلمه کتول از دو واژه کت (KAT) به معنای جا و مکان و اول (UL) به معنی سوی بالا و بلند مشتق شده و کتول به مجموعه آبادی‌هایی گفته می‌شود که در درون دره و شیب واقع شده باشند. این واژه دارای معانی و تعاریف گوناگونی است.